# Станоевич, Илья
Илья Станоевич (серб. Илија Станојевић; 7 августа 1859, Белград — 8 августа 1930, там же) — старейший сербский актёр театра и кино, первый сербский кинорежиссёр, сценарист и писатель.
Один из самых популярных комедийных актёров своего времени. Уже при жизни считался легендарным сербским актёром, которого все, даже в печати, называли Дядюшкой Ильёй и королём смеха Белграда.
В течение полувека сыграл около 500 ролей. Успешно выступал в спектаклям отечественных драматургов Стерии Поповича, Косты Трифковича и других, в роли городничего в гоголевском «Ревизоре», шекспировского Фальстафа, пьесах Мольера. Актёр был человеком белградской улицы и неподражаемо смешно играл знакомых ему героев.
Автор комедии «Дорћолска посла» и пьесу из народной жизни «Potera» (в соавторстве с Я. Веселиновичем), юмористических рассказов, посвященные их домашним животным, книгу «Čiča Ilijine životinjke» (1928).
В 1911 году снял первый сербский полнометражный художественныЙ фильм  «Жизнь и деяния бессмертного вождя Карагеоргия». Илия Станоевич был не только режиссёром этого фильма, но написал сценарий и снялся в нём в двух ролях: турецкого паши и убийцы Карагеоргия.